# Vítor Silva Costa
Vítor Silva Costa (nascido em: 1992) é um ator português com ascendência venezuelana, nasceu na cidade do Porto e vive na capital, Lisboa.

## Biografia e carreira
Tem o curso de actores na Academia Contemporânea do Espetáculo, no Porto.
Frequentou a Escola Superior de Teatro e Cinema, em Lisboa. 
Trabalha com regularidade no teatro, televisão e cinema, articulando sempre a formação com o trabalho.  
Fala inglês, francês e espanhol, para além da língua nativa, português.
Joga ténis, anda a cavalo, toca guitarra e pratica kickboxing. 
 
Na Televisão conta com diversos projectos entre telenovelas e séries: Morangos com Açúcar (TVI), Jardins Proibidos (TVI), O Beijo do Escorpião (TVI), A Impostora (TVI); Espelho d'Água (SIC), Alma e Coração (SIC), Terra Brava (SIC); Conta-me Como Foi (RTP1), A Serra (SIC), O Clube (OPTO), Marco Paulo (OPTO), Flor sem Tempo (SIC).
No Cinema conta com alguns filmes com destaque para : 
Leviano de Justin Amorim, Sulis de Ricardo Leite e Oblívio de Ricardo M Leite.
No Teatro trabalhou com encenadores/companhias como João Paulo Costa (Teatro do Bolhão), António Capelo (Teatro do Bolhão), Kuniaki Ida (Teatro do Bolhão), António Júlio (Palácio do Bolhão), Pedro Caeiro (Teatro da Garagem), Nuno Pino Custódio (Teatro do Bolhão), Gonçalo Amorim (Teatro do Bolhão), Os Pato Bravo (Pensão Amor e Caves do Liceu Camões), Daniel Gorjão (RTP2), Ricardo Boléo (Teatro da Trindade/ Nave 73-Madrid/ Teatro Municipal de Bragança/ Casa das Mudas-Madeira/ Cine Teatro Almeirim), André Murraças (Museu do Teatro Romano), SillySeason (Rtp Porto/ Teatro da Garagem/ Teatro Municipal Baltazar Dias-Madeira/ CCVF-Guimarães/ Teatro das Figuras/ Espaço da Escola de Mulheres/ Cine Teatro Ildefonso Valério/ CCB/ Teatro Carlos Alberto/ Teatro Diogo Bernardes), Teatro Praga (TNDMII/Teatro Municipal Rivoli), Pedro Penim (Festival Pt19 Montemor/Bergen-Noruega/Cine Teatro Louletano/Santiago de Compostela/Águeda/Valladolid), Lama Teatro (LU.CA - Teatro Luís de Camões), Joaquim Horta (Teatro Romano Lisboa), Cleia Almeida (Teatro Aberto)
Formação extra curricular: 
Workshop Blueprint by the Actors Home with Luci Lenox 
Workshop Cinema with David Bonneville
Workshop Cartoon Dubbing, Zov
Masterclass Philippe Quesne, TNDM II 
Workshop about The Method with Marcia Haufrecht
Workshop Michael Chekhov Technique for Actors with Lenard Petit , director of Michael Chékhov Studio in NYC, ACT.

## Vida pessoal
Em 2012, após contracenar com Mikaela Lupu na série juvenil da TVI, Morangos com Açúcar, iniciou uma relação amorosa com a atriz que durou cera de seis meses. Depois, o ator, reencontrou o amor em 2014, ao lado de Maya Booth, onde se conheceram na novela Jardins Proibidos. No entanto a relação falhou ao fim de um ano.
Namorou durante vários anos com a cantora e apresentadora de televisão, Carolina Torres.
Desde 2023, mantém uma relação com a atriz Bárbara Branco, que terá começado após os dois contracenarem na novela da SIC, Flor sem Tempo.

## Teatro
- Projecto 0, de António Capelo, Teatro do Bolhão, Porto 2009
- Esopaida, de António José da Silva, encenação de António Júlio, Palácio do Bolhão, Porto 2010
- Provas de Contacto, de Joana Providência, Teatro do Bolhão, Porto 2011
- Anfitrião, de Henrich Von Kleist, encenação de João Paulo Costa, Teatro do Bolhão, Porto 2011
- Do outro lado do muro, de Zeferino Mota, encenação de João Paulo Costa, Teatro do Bolhão, Porto 2012
- Baal, de Bertolt Brecht, encenação de António Júlio, Edifício Axa, Porto 2013
- IF, de Lindsay Anderson, encenação de Gonçalo Amorim, Teatro do Bolhão, Porto 2013
- Cassiopeia, de Miguel Graça, encenação de Pedro Caeiro, Teatro Taborda, Lisboa 2014
- Bacantes, de Eurípides, encenação de Rodrigo Aleixo, Auditório Fernando Lopes Graça, Cascais 2015
- Carmen, de George Bizet, encenação de Calixto Bieito, Teatro Nacional São Carlos, 2016
- Manifesto - Até Hoje Sempre Futuro, direção de Daniel Gorjão, Rtp 2, 2016
- Poesia na Pensão Amor - Mário Cesariny, direção de Pedro Sousa Loureiro, 2017
- Imperatore, encenação de Pedro Sousa Loureiro, Caves Liceu Camões, 2018
- Worst Of, de José Maria Vieira Mendes, encenação de Pedro Penim, Teatro Praga, Teatro Nacional D. Maria II, 2018
- #Emigrantes, a partir de Slawomir Mrozek, Al Berto, Fernando Pessoa, encenação de Ricardo Boléo, Teatro da Trindade, 2019

## Televisão
| Ano         | Projeto                            | Papel                         | Notas                   | Canal |
| ----------- | ---------------------------------- | ----------------------------- | ----------------------- | ----- |
| 2012        | Morangos com Açúcar (9.ª série)    | Gabriel Raposo                | Elenco Principal        | TVI   |
| 2013        | Sol de Inverno                     | Diogo                         | Elenco Adicional        | SIC   |
| 2014        | O Beijo do Escorpião               | Leonardo «Léo»                | Elenco Adicional        | TVI   |
| 2014 - 2015 | Jardins Proibidos                  | Alfonso Herédia               | Elenco Principal        | TVI   |
| 2015        | Dança com as Estrelas (3.ª edição) | Ele próprio                   | Concorrente             | TVI   |
| 2016        | A Impostora                        | Joaquim António Pires «Quitó» | Elenco Principal        | TVI   |
| 2017 - 2018 | Espelho d'Água                     | António Vidigal               | Protagonista            | SIC   |
| 2018 - 2019 | Alma e Coração                     | Nelson Lopes                  | Elenco Principal        | SIC   |
| 2019        | Terra Brava                        | Vicente Bastos                | Participação Especial   | SIC   |
| 2021        | O Clube                            | Ricardo Oliveira              | Elenco Principal (OPTO) | SIC   |
| 2021 - 2022 | A Serra                            | Guilherme Botelho             | Co-Protagonista         | SIC   |
| 2023        | Marco Paulo                        | Rui Valentim de Carvalho      | Elenco Principal        | SIC   |
| 2023 - 2024 | Flor Sem Tempo                     | David Sousa                   | Elenco Principal        | SIC   |
| 2024 - 2025 | Senhora do Mar                     | Michael Machado               | Elenco Principal        | SIC   |
| 2025 - 2026 | Vitória                            | Pedro                         | Elenco Principal        | SIC   |

## Cinema
- Leviano (2018) Niko Neves[6]